# 6174
6174（六千一百七十四）是6173與6175之間的自然數。6174是著名的卡布列克常数，由印度数学家卡布列克提出。

## 在數學上
- 6174不是質數。

- 合數，正因數有1、2、3、6、7、9、14、18、21、42、49、63、98、126、147、294、343、441、686、882、1029、2058、3087和6174。
質因數分解為{\displaystyle 2\times 3^{2}\times 7^{3}}。
- 過剩數，真因數和為9426，盈度為3252。
  - 半完全數，和為本身的其中一組因數為1、 2、 3、 6、 7、 9、 14、 21、 42、 49、 63、 98、 126、 294、 343、 441、 686、 882、 1029、 2058。
- 十进制的哈沙德數。
- 十进制的奢侈數。
- 6174=2x3x3x7x7x7，為7-光滑數
- 6174是黑洞數（亦稱為卡布列克常數，任何非四位相同數字，只要將數字重新排列，組合成最大的值和最小的數再加以相減，重複以上步驟，七次以內就會出現6174。例如：8045，8540-0458=8082，8820-0288=8532，8532-2358=6174。）